# Дансько-шведська війна (1658—1660)
Дансько-шведська війна 1658—1660 років (швед. Karl X Gustavs andra danska krig, дан. Anden Karl Gustav-krig) — військовий конфлікт між Швецією і Дансько-Норвезьким королівством. Конфлікт був продовженням іншої війни, що завершилася.
Перемігши Данію і підписавши Роскілльський мир шведський король Карл X Густав вирішив приєднати до шведських володінь приналежну Речі Посполитій провінцію «Королівська Пруссія», проте його позиції в регіоні були не дуже міцні через протидію Бранденбурга й Австрії. Однак данці забарилися з виконанням всіх умов мирного договору, тому шведський король вирішив використати цей привід для того, щоб знищити Данію як суверенну державу, зруйнувати її столицю Копенгаген. Швидкий розгром Данії був лише вступом на шлях до великої мети: ведення війни в Європі без побоювання данського втручання. Шведська армія взяла в облогу м. Копенгаген, сподіваючись голодом примусити його здатися. Однак у війну на данській стороні виступила Голландія, і об'єднаний дансько-голландський флот зумів пробитися крізь шведський флот у протоці Ересунн. Тоді Карл X спробував взяти місто штурмом, сподіваючись на цьому завершити війну, однак і цей план провалився. Тим часом у війну проти Швеції вступили Австрія, Бранденбург і Річ Посполита.
На початку 1660 року Карл X захворів, і в лютому місяці помер. Зі смертю шведського короля основну перешкоду на шляху до миру було усунуто, і союзники підписали зі Швецією «Олівський мир». Проте Данія, бачачи слабкість Швеції та натхнена недавніми успіхами, вирішила продовжувати бойові дії. Голландці відмовилися від продовження морської блокади, але данці переконали їх відновити її. Тим часом на стороні Швеції вступили у війну Англія та Франція, тому ситуація знову почала схилятися до великої війни. Данський дипломат Ганнібал Сехестед зробив зусилля для залагодження конфлікту без прямого втручання третіх країн, і в 1660 р. Швеція та Дансько-Норвезьке королівство підписали «Копенгагенський мир», за умовами якого Швеції довелося повернути Данії острів Борнгольм, а Норвегії — землі Тренделаг. У результаті між Норвегією, Швецією і Данією були встановлені кордони, які зберігаються й донині.